# Сельма Ерґеч
Сельма Ерґеч (тур. Selma Ergeç; нар. 1 листопада 1978, Гамм, Німеччина) — турецько-німецька акторка та модель. Відома завдяки ролі Хатідже Султан в телесеріалі «Величне століття: Роксолана».

## Біографія
Народилася 1 листопада 1978 року в місті Гамм, в родині лікаря-турка та медсестри-німкені (родом із Рурської області Німеччини). Її сім'я переїхала у 1983 році в турецьке місто Мерсін. Згодом вони переселилися в Анкару, а у 1989 році повертаються до Німеччини. Сельма в 1995 році закінчила середню школу землі Північний Рейн-Вестфалія. У 1995—1996 роках навчалася в Гедінгтон школі (Оксфорд, Велика Британія). У 1996—1998 роках за програмою із обміну студентами навчалася у Ліллі (регіон Нор-Па-де-Кале) у Франції. Сельма у 1998 році повернулася до Німеччини. А згодом переїхала до Туреччини, де навчалася в Стамбульському університеті, на медичному факультеті університету міста Адана, а також стажувалася в медичній клініці. Має доньку Ясемін Оз , яка народилась у 2015 році.

## Акторська діяльність
Після медичного стажування Сельма Ерґеч отримала відпустку, під час якої знялася в «Yarım Elma» — серіалі компанії NBC (сорок три епізоди) в ролі дівчини на ім'я Ayça. З 2003 року брала уроки акторської майстерності у акторки Алії Узунатаган. Вона відвідувала Mujdat Gezen Art Center. У 2006 році знялася в американо-турецькому фільмі Мережа 2.0. 
Як модель Сельма Ергеч зі своїми колегами Кароліною Коч і Бану Ентур є обличчям марки Selamlique. Цей проєкт приніс їй популярність ще до «Величного століття». 
У 2011 році Сельма Ерґеч була запрошена до серіалу «Величне століття» на роль Хатідже Султан, сестри султана Сулеймана. На думку акторки, ця роль значима не тільки для її кар'єри, але і для душі. В інтерв'ю журналу İnStyle вона сказала:
«Ми робимо роботу, в якій є душа, тому нам не доведеться загрузнути в рутині. Головне, що підкреслює серіал „Величне століття“ на фоні інших — кожній серії притаманна окрема наснага. Почуття, що наступна серія повинна бути кращою за попередню, підтримує роботу всієї знімальної групи на такому ж високому рівні, як в перший день».
"Характер Хатідже Султан дуже змінився. Іноді мене саму дивують деякі речі, з нею пов'язані, її образ почав ставати більш «смачним». Хатідже Султан робить те, що я б у своєму житті ніколи не зроблю або навіть не зможу зробити. Іноді вона мовчить там, де я б висловилася, а там, де я б промовчала, вона божеволіє. Коли я граю образ, який повністю протилежний мені за характером, я намагаюся зрозуміти, які причинно-наслідкові зв'язки нею рухають. У підсумку грати її досить цікаво".— Сельма Ергеч (про роль Хатідже-Султан)

## Фільмографія
| Рік                 | Назва фільму турецькою | Роль            | Компанія                                |
| Туреччина 1997      | Böyle mi Olacaktı?     | Merve           | Oyuncu, Kanal: ATV, Dizi                |
| Туреччина 2001—2004 | Yarım Elma             | Ayça            | Oyuncu, Kanal: Kanal D, Dizi            |
| Туреччина 2005      | Şöhret                 | Natalie         | Oyuncu, Kanal: ATV, Dizi                |
| Туреччина 2005      | Körfez Ateşi           | Pınar           | Oyuncu, Kanal: ATV, Dizi                |
| Туреччина 2006      | Beş Vakit              | Öğretmen        | Oyuncu, Sinema Filmi                    |
| США Туреччина 2006  | Мережа 2.0             | Resepsiyonist   | Oyuncu, Sinema Filmi                    |
| Туреччина 2007      | Sis ve Gece            | Mine            | Oyuncu (başrol), Sinema Filmi           |
| Туреччина 2007      | Hırçın Kız             | Gül             | Oyuncu, Kanal: Star TV, Dizi            |
| Туреччина 2007—2009 | Asi                    | Defne Kozcuoğlu | Oyuncu (71 bölüm), Kanal: Kanal D, Dizi |
| Туреччина 2010      | Ses                    | Derya           | Oyuncu (başrol), Sinema Filmi           |
| Туреччина 2010      | Kalp Ağrısı            | Azize           | Oyuncu (14 bölüm), Kanal: ATV, Dizi     |
| Туреччина 2011      | Величне століття       | Хатідже Султан  | Oyuncu (başrol), Kanal: Star TV, Dizi   |
| Туреччина 2014      | Сердечні справи        | головна         | Oyuncu (başrol), Kanal: Star TV, Dizi   |
| Туреччина 2016      | Ти моя родина          | Халіде Едіп     | Oyuncu (başrol), Kanal: Star TV, Dizi   |
| Туреччина 2021      | Дівчина за склом       | Селен Короглу   | Oyuncu (başrol), Kanal: Star TV, Dizi   |
| Туреччина 2024      | Перлинні зерна         | Пірайє          | Oyuncu (başrol), Kanal: Kanal D, Dizi   |

## Нагороди
| Рік  | Нагорода                                     | Категорія                        | Назва                       | Результат |
| ---- | -------------------------------------------- | -------------------------------- | --------------------------- | --------- |
| 2001 | Найкраща модель Туреччини                    | Найкрасивіша модель року         | -                           | Перемога  |
| 2011 | 16-а церемонія вручення премії Садрі Алішика | Найкраща акторка року            | Голос                       | Перемога  |
| 2012 | Премія університету Ахі Евран                | Найуспішніша молода акторка року | Величне століття: Роксолана | Перемога  |

## Захоплення
- Сельма Ерґеч захоплюється спортом, верховою їздою, фехтуванням, тхеквондо.
- Вона знає шість мов (може говорити німецькою, англійською, французькою, італійською, турецькою та латиною).
- Сельма Ерґеч професійна модель і номінувалася на отримання титулу Найкраща модель Туреччини.
- Сельма Ерґеч з 9 років вегетаріанка[2].